# Liste des porte-drapeaux à la cérémonie d'ouverture des Jeux olympiques d'été de 2008

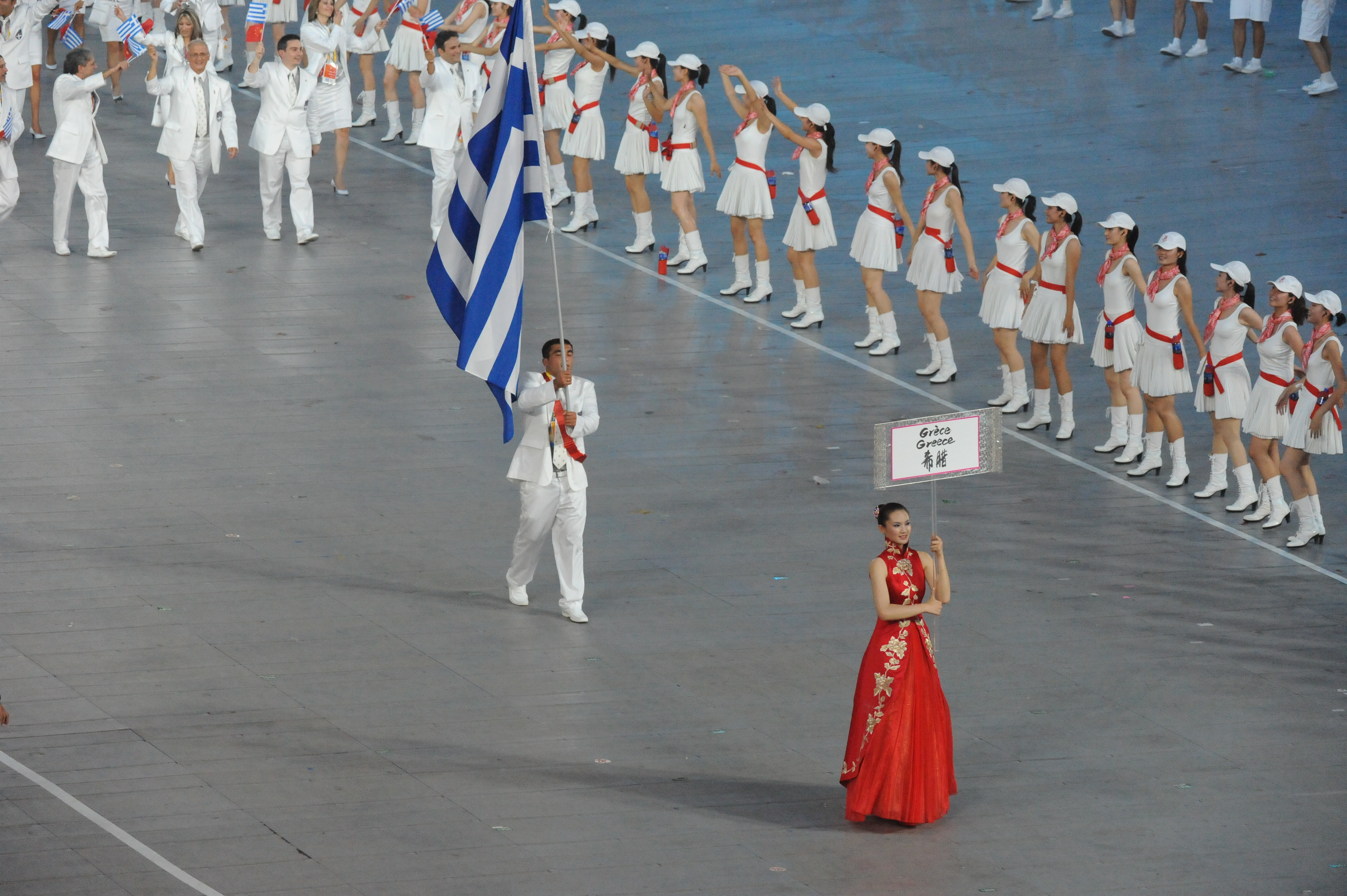
Ilías Iliádis, porte-drapeau grec à la cérémonie d'ouverture des Jeux olympiques d'été de 2008

La liste ci-dessous répertorie les porte-drapeaux présents lors de la parade des nations de la cérémonie d'ouverture des Jeux olympiques d'été de 2008, dans l'enceinte du Stade national de Pékin. Au cours de ce défilé, les athlètes de chacun des comités nationaux olympiques participants effectuent leur marche précédés du drapeau de leur pays, brandi par le porte-drapeau choisi par leur délégation.
Cette liste est classée dans l'ordre dans lequel les délégations nationales ont défilé. Conformément à la tradition, la délégation ouvrant la marche est celle de la Grèce, en sa qualité de pays fondateur des Jeux olympiques, et la dernière, clôturant la parade, est celle du pays hôte, ici la Chine. Comme toujours, l'ensemble des autres comités nationaux défilent dans l'ordre alphabétique de la langue de la nation organisatrice des Jeux : le chinois n'utilisant pas d'alphabet mais des sinogrammes simplifiés, l'ordre est ici déterminé par la méthode de classement employée dans les dictionnaires chinois, à savoir le nombre de traits du premier caractère et, éventuellement, des suivants.
L'ordre prévu est ici cependant légèrement désorganisé en raison des tensions politiques existant entre la Corée du Sud et la Corée du Nord. À la demande de cette dernière, les deux délégations coréennes défilent séparément, distantes de trois autres délégations, alors qu'elles auraient dû se suivre selon l'ordre des noms chinois du défilé. Lors des deux éditions précédentes des Jeux, en 2000 et 2004, les deux pays avaient défilé côte à côte.
Les Jeux olympiques de Pékin devaient à l'origine compter 205 nations participantes. Toutefois, le Brunei ayant été exclu par le Comité international olympique juste avant la cérémonie, faute d'avoir inscrit ses athlètes en bonne et due forme, les délégations présentes sont au nombre de 204.

## Liste des porte-drapeaux
La liste indique le nom de chaque délégation en français, en anglais, en chinois (mandarin) et en pinyin, suivi du nom du porte-drapeau du pays et du sport dans lequel il s'illustre. Les noms de délégations fournis ici sont conformes à leur graphie en chinois sur les panneaux les précédant lors du défilé.
| Ordre | CNO                                        | Nom anglais                           | Nom chinois            | Pinyin                                 | Porte-drapeau                   | Sport                    |
| ----- | ------------------------------------------ | ------------------------------------- | ---------------------- | -------------------------------------- | ------------------------------- | ------------------------ |
| 1     | Grèce                                      | Greece                                | 希腊                   | Xīlà                                   | Ilías Iliádis                   | Judo                     |
| 2     | Guinée                                     | Guinea                                | 几内亚                 | Jīnèiyà                                | Fatmata Fofanah                 | Athlétisme               |
| 3     | Guinée-Bissau                              | Guinea-Bissau                         | 几内亚比绍             | Jīnèiyà Bǐshào                         | Augusto Midana                  | Lutte                    |
| 4     | Turquie                                    | Turkey                                | 土耳其                 | Tǔěrqí                                 | Mehmet Özal                     | Lutte                    |
| 5     | Turkménistan                               | Turkmenistan                          | 土库曼斯坦             | Tǔkùmànsītǎn                           | Guwanç Nurmuhammedow            | Judo                     |
| 6     | Yémen                                      | Yemen                                 | 也门                   | Yěmén                                  | Mohammed Al-Yafaee              | Athéltisme               |
| 7     | Maldives                                   | Maldives                              | 马尔代夫               | Mǎěrdàifū                              | Aminath Rouya Hussain           | Natation                 |
| 8     | Malte                                      | Malta                                 | 马耳他                 | Mǎěrtā                                 | Marcon Bezzina                  | Judo                     |
| 9     | Madagascar                                 | Madagascar                            | 马达加斯加             | Mǎdájiāsījiā                           | Soloniaina Razanadrakoto        | Boxe                     |
| 10    | Malaisie                                   | Malaysia                              | 马来西亚               | Mǎláixīyà                              | Azizulhasni Awang               | Cyclisme                 |
| 11    | Mali                                       | Mali                                  | 马里                   | Mǎlǐ                                   | Daba Modibo Keita               | Taekwondo                |
| 12    | Malawi                                     | Malawi                                | 马拉维                 | Mǎlāwéi                                | Charlton Nyirenda               | Natation                 |
| 13    | Ex-République yougoslave de Macédoine      | Former Yugoslav Republic of Macedonia | 前南斯拉夫马其顿共和国 | Qián Nánsīlāfū Mǎqídùn Gònghéguó       | Atanas Nikolovski               | Canoë-kayak              |
| 14    | Îles Marshall                              | Marshall Islands                      | 马绍尔群岛             | Mǎshàoěr Qúndǎo                        | Waylon Muller                   | Officiel                 |
| 15    | Îles Caïmans                               | Cayman Islands                        | 开曼群岛               | Kāimàn Qúndǎo                          | Ronald Forbes                   | Athlétisme               |
| 16    | Bhoutan                                    | Bhutan                                | 不丹                   | Bùdān                                  | Tashi Peljor                    | Tir à l'arc              |
| 17    | Équateur                                   | Ecuador                               | 厄瓜多尔               | Èguōduōěr                              | Alexandra Escobar               | Haltérophilie            |
| 18    | Érythrée                                   | Eritrea                               | 厄立特里亚             | Èlìtélǐyà                              | Simret Sultan Ghebremichael     | Athlétisme               |
| 19    | Jamaïque                                   | Jamaica                               | 牙买加                 | Yámǎijiā                               | Veronica Campbell               | Athlétisme               |
| 20    | Belgique                                   | Belgium                               | 比利时                 | Bǐlìshí                                | Sébastien Godefroid             | Voile                    |
| 21    | Vanuatu                                    | Vanuatu                               | 瓦努阿图               | Wǎnǔātú                                | Priscila Tommy                  | Tennis de table          |
| 22    | Israël                                     | Israel                                | 以色列                 | Yǐsèliè                                | Michael Kolganov                | Canoë-kayak              |
| 23    | Japon                                      | Japan                                 | 日本                   | Rìběn                                  | Ai Fukuhara                     | Tennis de table          |
| 24    | Chinese Taipei                             | Chinese Taipei                        | 中华台北               | Zhōnghuá Táiběi                        | Lai Shengrong                   | Softball                 |
| 25    | République centrafricaine                  | Central African Republic              | 中非                   | Zhōngfēi                               | Mireille Derebona               | Athlétisme               |
| 26    | Hong Kong, Chine                           | Hong Kong, China                      | 中国香港               | Zhōngguó Xiānggǎng                     | Wong Kam Po                     | Cyclisme                 |
| 27    | Gambie                                     | Gambia                                | 冈比亚                 | Gāngbǐyà                               | Badou Jack                      | Boxe                     |
| 28    | Bénin                                      | Benin                                 | 贝宁                   | Bèiníng                                | Fabienne Feraez                 | Athlétisme               |
| 29    | Maurice                                    | Mauritius                             | 毛里求斯               | Máolǐqiúsī                             | Stéphane Buckland               | Athlétisme               |
| 30    | Mauritanie                                 | Mauritania                            | 毛里塔尼亚             | Máolǐtǎníyà                            | Souleyman Chebal Moctar         | Athlétisme               |
| 31    | Danemark                                   | Denmark                               | 丹麦                   | Dānmài                                 | Joachim Olsen                   | Athlétisme               |
| 32    | Ouganda                                    | Uganda                                | 乌干达                 | Wūgāndá                                | Ronald Serugo                   | Boxe                     |
| 33    | Ukraine                                    | Ukraine                               | 乌克兰                 | Wūkèlán                                | Yana Klochkova                  | Natation                 |
| 34    | Uruguay                                    | Uruguay                               | 乌拉圭                 | Wūlāguī                                | Alejandro Foglia                | Voile                    |
| 35    | Ouzbékistan                                | Uzbekistan                            | 乌兹别克斯坦           | Wūzībiékèsītǎn                         | Dilshod Makhmudov               | Boxe                     |
| 36    | Barbade                                    | Barbados                              | 巴巴多斯               | Bābāduōsī                              | Bradely Ally                    | Natation                 |
| 37    | Papouasie-Nouvelle-Guinée                  | Papua New Guinea                      | 巴布亚新几内亚         | Bābùyà Xīn Jǐnèiyà                     | Ryan Pini                       | Natation                 |
| 38    | Brésil                                     | Brazil                                | 巴西                   | Bāxī                                   | Robert Scheidt                  | Voile                    |
| 39    | Paraguay                                   | Paraguay                              | 巴拉圭                 | Bālāguī                                | Víctor Fatecha                  | Athlétisme               |
| 40    | Bahreïn                                    | Bahrain                               | 巴林                   | Bālín                                  | Rakia Al Gassra                 | Athlétisme               |
| 41    | Bahamas                                    | Bahamas                               | 巴哈马                 | Bāhāmǎ                                 | Debbie Ferguson                 | Athlétisme               |
| 42    | Panama                                     | Panama                                | 巴拿马                 | Bānámǎ                                 | Jesika Jiménez Luna             | Escrime                  |
| 43    | Pakistan                                   | Pakistan                              | 巴基斯坦               | Bājīsītǎn                              | Zeeshan Ashraf                  | Hockey sur gazon         |
| 44    | Palestine                                  | Palestine                             | 巴勒斯坦               | Bālèsītǎn                              | Nader Almassri                  | Athlétisme               |
| 45    | Cuba                                       | Cuba                                  | 古巴                   | Gǔbā                                   | Mijaín López                    | Lutte                    |
| 46    | Burkina Faso                               | Burkina Faso                          | 布基纳法索             | Bùjīnà Fǎsuǒ                           | Aïssata Soulama                 | Athlétisme               |
| 47    | Burundi                                    | Burundi                               | 布隆迪                 | Bùlóngdí                               | Francine Niyonizigiye           | Athlétisme               |
| 48    | République démocratique du Timor-Leste     | Democratic Republic of Timor-Leste    | 东帝汶                 | Dōngdìwèn                              | Mariana Diaz Ximenez            | Athlétisme               |
| 49    | Qatar                                      | Qatar                                 | 卡塔尔                 | Kǎtǎěr                                 | Nasser Saleh Al-Attiya          | Tir                      |
| 50    | Rwanda                                     | Rwanda                                | 卢旺达                 | Lúwàngdá                               | Pamela Girmbabazi Rugabira      | Natation                 |
| 51    | Luxembourg                                 | Luxembourg                            | 卢森堡                 | Lúsēnbǎo                               | Raphaël Stacchiotti             | Natation                 |
| 52    | Tchad                                      | Chad                                  | 乍得                   | Zhàdé                                  | Albertine Hinkissia Ndikert     | Athlétisme               |
| 53    | Bélarus                                    | Belarus                               | 白俄罗斯               | Báiéluósī                              | Alexandre Romankov              | Escrime                  |
| 54    | Inde                                       | India                                 | 印度                   | Yìndù                                  | Rajyavardhan Singh Rathore      | Tir                      |
| 55    | Indonésie                                  | Indonesia                             | 印度尼西亚             | Yìndùníxīyà                            | I Gusti Made Oka Sulaksana      | Voile                    |
| 56    | Lituanie                                   | Lithuania                             | 立陶宛                 | Lìtáowǎn                               | Šarūnas Jasikevičius            | Basket-ball              |
| 57    | Niger                                      | Niger                                 | 尼日尔                 | Nírìěr                                 | Lamine Alhousseini              | Natation                 |
| 58    | Nigéria                                    | Nigeria                               | 尼日利亚               | Nírìlìyà                               | Bose Kaffo                      | Tennis                   |
| 59    | Nicaragua                                  | Nicaragua                             | 尼加拉瓜               | Níjiālāguā                             | Alexis Arguello                 | Boxing                   |
| 60    | Népal                                      | Nepal                                 | 尼泊尔                 | Níbóěr                                 | Deepak Bista                    | Taekwondo                |
| 61    | Ghana                                      | Ghana                                 | 加纳                   | Jiānà                                  | Vida Anim                       | Athlétisme               |
| 62    | Canada                                     | Canada                                | 加拿大                 | Jiānádà                                | Adam van Koeverden              | Canoë-kayak              |
| 63    | Gabon                                      | Gabon                                 | 加蓬                   | Jiāpéng                                | Mélanie Engoang                 | Judo                     |
| 64    | Saint-Marin                                | San Marino                            | 圣马力诺               | Shèng Mǎlìnuò                          | Daniela Del Din                 | Tir                      |
| 65    | Saint-Vincent-et-les-Grenadines            | Saint Vincent and the Grenadines      | 圣文森特和格林纳丁斯   | Shèng Wénsēntè hé Gélínnàdīngsī        | Kineke Alexander                | Athlétisme               |
| 66    | Sainte-Lucie                               | Saint Lucia                           | 圣卢西亚               | Shèng Lúxīyà                           | Levern Spencer                  | Athlétisme               |
| 67    | Sao Tomé-et-Principe                       | Sao Tomé and Principe                 | 圣多美和普林西比       | Shèng Duōměi hé Pǔlínxībǐ              | Celma Da Gara Soares Bonfim     | Athlétisme               |
| 68    | Saint-Kitts-et-Nevis                       | Saint Kitts and Nevis                 | 圣基茨和尼维斯         | Shèng Jīcí hé Níwéisī                  | Virgil Hodge                    | Athlétisme               |
| 69    | Guyana                                     | Guyana                                | 圭亚那                 | Guīyànà                                | Niall Roberts                   | Natation                 |
| 70    | Djibouti                                   | Djibouti                              | 吉布提                 | Jíbùtí                                 | Salah Houssein Ahmed            | Encadrement              |
| 71    | Kirghizistan                               | Kyrgyzstan                            | 吉尔吉斯斯坦           | Jíěrjísīsītǎn                          | Talant Dzhanagulov              | Judo                     |
| 72    | République démocratique populaire lao      | Lao People's Democratic Republic      | 老挝                   | Lǎowō                                  | Suksavanh Tonsacktheva          | Athlétisme               |
| 73    | Arménie                                    | Armenia                               | 亚美尼亚               | Yàměiníyà                              | Albert Azaryan                  | Entraîneur (Gymnastique) |
| 74    | Espagne                                    | Spain                                 | 西班牙                 | Xībānyá                                | David Cal Figueroa              | Canoë-kayak              |
| 75    | Bermudes                                   | Bermuda                               | 百慕大                 | Bǎimùdà                                | Jillian Terceira                | Équitation               |
| 76    | Liechtenstein                              | Liechtenstein                         | 列支敦士登             | Lièzhīdūnshìdēng                       | Marcel Tschopp                  | Athlétisme               |
| 77    | Congo                                      | Congo                                 | 刚果（布）             | Gāngguǒ (Bù)                           | Pamela Chardene Mouele-Mboussi  | Athlétisme               |
| 78    | République démocratique du Congo           | Democratic Republic of the Congo      | 刚果（金）             | Gāngguǒ (Jīn)                          | Franka Magali                   | Athlétisme               |
| 79    | Iraq                                       | Iraq                                  | 伊拉克                 | Yīlākè                                 | Hamzah Al-Hilfi                 | Aviron                   |
| 80    | République islamique d'Iran                | Islamic Republic of Iran              | 伊朗                   | Yīlǎng                                 | Homa Hosseini                   | Aviron                   |
| 81    | Guatemala                                  | Guatemala                             | 危地马拉               | Wēidìmǎlā                              | Kevin Cordon Buezo              | Badminton                |
| 82    | Hongrie                                    | Hungary                               | 匈牙利                 | Xiōngyálì                              | Zoltán Kammerer                 | Canoë-kayak              |
| 83    | République dominicaine                     | Dominican Republic                    | 多米尼加共和国         | Duōmǐníjiā Gònghéguó                   | Félix Sánchez                   | Athlétisme               |
| 84    | Dominique                                  | Dominica                              | 多米尼克               | Duōmǐníkè                              | Jérôme Romain                   | Athlétisme               |
| 85    | Togo                                       | Togo                                  | 多哥                   | Duōgē                                  | Benjamin Boukpeti               | Canoë-kayak              |
| 86    | Islande                                    | Iceland                               | 冰岛                   | Bīngdǎo                                | Örn Arnarson                    | Natation                 |
| 87    | Guam                                       | Guam                                  | 关岛                   | Guāndǎo                                | Ricardo Blas Jr                 | Judo                     |
| 88    | Angola                                     | Angola                                | 安哥拉                 | Āngēlā                                 | João N'Tyamba                   | Athlétisme               |
| 89    | Antigua-et-Barbuda                         | Antigua and Barbuda                   | 安提瓜和巴布达         | Āntíguā hé Bābùdá                      | James Groymon                   | Athlétisme               |
| 90    | Andorre                                    | Andorra                               | 安道尔                 | Āndàoěr                                | Montserrat Garcia Riberaygua    | Canoë-kayak              |
| 91    | Tonga                                      | Tonga                                 | 汤加                   | Tāngjiā                                | Ana Po'uhila                    | Athlétisme               |
| 92    | Jordanie                                   | Jordan                                | 约旦                   | Yuēdàn                                 | Zeina Shaban                    | Tennis de table          |
| 93    | Guinée équatoriale                         | Equatorial Guinea                     | 赤道几内亚             | Chìdào Jīnèiyà                         | Emilia Mikue Ondo               | Athlétisme               |
| 94    | Finlande                                   | Finland                               | 芬兰                   | Fēnlán                                 | Juha Hirvi                      | Tir                      |
| 95    | Croatie                                    | Croatia                               | 克罗地亚               | Kèluódìyà                              | Ivano Balić                     | Handball                 |
| 96    | Soudan                                     | Sudan                                 | 苏丹                   | Sūdān                                  | Abubaker Kaki                   | Athlétisme               |
| 97    | Suriname                                   | Suriname                              | 苏里南                 | Sūlǐnán                                | Anthony Nesty                   | Natation                 |
| 98    | Jamahiriya arabe libyenne                  | Libyan Arab Jamahiriya                | 利比亚                 | Lìbǐyà                                 | Mohamed Ben Saleh               | Judo                     |
| 99    | Libéria                                    | Liberia                               | 利比里亚               | Lìbǐlǐyà                               | Jangy Addy                      | Athlétisme               |
| 100   | Belize                                     | Belize                                | 伯利兹                 | Bólìzī                                 | Jonathan Williams               | Athlétisme               |
| 101   | Cap-Vert                                   | Cape Verde                            | 佛得角                 | Fódéjiǎo                               | Wânia Monteiro                  | Gymnastique              |
| 102   | Îles Cook                                  | Cook Islands                          | 库克群岛               | Kùkè Qúndǎo                            | Sam Pera Junior                 | Haltérophilie            |
| 103   | Arabie saoudite                            | Saudi Arabia                          | 沙特                   | Shātè                                  | Mohammed Salman H. Al-Khuwaildi | Athlétisme               |
| 104   | Algérie                                    | Algeria                               | 阿尔及利亚             | Āěrjílìyà                              | Salim Iles                      | Natation                 |
| 105   | Albanie                                    | Albania                               | 阿尔巴尼亚             | Āěrbāníyà                              | Sahit Prizreni                  | Lutte                    |
| 106   | Émirats arabes unis                        | United Arab Emirates                  | 阿联酋                 | Āliánqiú                               | Maitha bint Mohammed Al Maktoum | Taekwondo                |
| 107   | Argentine                                  | Argentina                             | 阿根廷                 | Āgēntíng                               | Emanuel Ginobili                | Basket-ball              |
| 108   | Oman                                       | Oman                                  | 阿曼                   | Āmàn                                   | Allah Dad Al Balushi            | Tir                      |
| 109   | Aruba                                      | Aruba                                 | 阿鲁巴                 | Ālǔbā                                  | Fiderd Vis                      | Judo                     |
| 110   | Afghanistan                                | Afghanistan                           | 阿富汗                 | Āfùhàn                                 | Nesar Ahmad Bahave              | Taekwondo                |
| 111   | Azerbaïdjan                                | Azerbaijan                            | 阿塞拜疆               | Āsāibàijiāng                           | Farid Mansurov                  | Lutte                    |
| 112   | Namibie                                    | Namibia                               | 纳米比亚               | Nàmǐbǐyà                               | Mannie Heymans                  | Cyclisme                 |
| 113   | République unie de Tanzanie                | United Republic of Tanzania           | 坦桑尼亚               | Tǎnsāngníyà                            | Fabian Naasi                    | Athlétisme               |
| 114   | Lettonie                                   | Latvia                                | 拉脱维亚               | Lātuōwéiyà                             | Vadims Vasiļevskis              | Athlétisme               |
| 115   | Grande-Bretagne                            | Great Britain                         | 英国                   | Yīngguó                                | Mark Foster                     | Natation                 |
| 116   | Îles Vierges britanniques                  | British Virgin Islands                | 英属维尔京群岛         | Yīngshǔ Wéiěrjīng Qúndǎo               | Tahesia Harrigan                | Athlétisme               |
| 117   | Kenya                                      | Kenya                                 | 肯尼亚                 | Kěnníyà                                | Grace Momanyi                   | Athlétisme               |
| 118   | Roumanie                                   | Romania                               | 罗马尼亚               | Luōmǎníyà                              | Valeria Beșe (ro)               | Handball                 |
| 119   | Palaos                                     | Palau                                 | 帕劳                   | Pàláo                                  | Elgin Loren Elwais              | Lutte                    |
| 120   | Tuvalu                                     | Tuvalu                                | 图瓦卢                 | Túwǎlú                                 | Logona Esau                     | Haltérophilie            |
| 121   | Venezuela                                  | Venezuela                             | 委内瑞拉               | Wēinèiruìlā                            | María Soto                      | Softball                 |
| 122   | Îles Salomon                               | Solomon Islands                       | 所罗门群岛             | Suǒluōmén Qúndǎo                       | Wendy Hale                      | Haltérophilie            |
| 123   | France                                     | France                                | 法国                   | Fǎguó                                  | Tony Estanguet                  | Canoë-kayak              |
| 124   | Pologne                                    | Poland                                | 波兰                   | Bōlán                                  | Marek Twardowski                | Canoë-kayak              |
| 125   | Porto Rico                                 | Puerto Rico                           | 波多黎各               | Bōduō Lígè                             | McWilliams Arroyo               | Boxe                     |
| 126   | Bosnie-Herzégovine                         | Bosnia and Herzegovina                | 波黑                   | Bōhēi                                  | Amel Mekić                      | Judo                     |
| 127   | Bangladesh                                 | Bangladesh                            | 孟加拉国               | Mèngjiālāguó                           | Rubel Rana                      | Natation                 |
| 128   | Bolivie                                    | Bolivia                               | 玻利维亚               | Bōlìwéiyà                              | Menacho Cesar                   | Tir                      |
| 129   | Norvège                                    | Norway                                | 挪威                   | Nuówēi                                 | Ruth Kasirye                    | Haltérophilie            |
| 130   | Afrique du Sud                             | South Africa                          | 南非共和国             | Nánfēi Gònghéguó                       | Natalie du Toit                 | Natation                 |
| 131   | Cambodge                                   | Cambodia                              | 柬埔寨                 | Jiǎnpǔzhài                             | Hem Bunting                     | Athlétisme               |
| 132   | Kazakhstan                                 | Kazakhstan                            | 哈萨克斯坦             | Hāsàkèsītǎn                            | Bakhyt Akhmetov                 | Haltérophilie            |
| 133   | Koweït                                     | Kuwait                                | 科威特                 | Kēwēitè                                | Abdullah Alrashidi              | Tir                      |
| 134   | Côte d'Ivoire                              | Côte d'Ivoire                         | 科特迪瓦               | Kētè Díwǎ                              | Affoue Amandine Allou           | Athlétisme               |
| 135   | Comores                                    | Comoros                               | 科摩罗                 | Kēmóluó                                | Feta Ahamada                    | Athlétisme               |
| 136   | Bulgarie                                   | Bulgaria                              | 保加利亚               | Bǎojiālìyà                             | Petar Stoychev                  | Natation                 |
| 137   | Fédération de Russie                       | Russian Federation                    | 俄罗斯                 | Éluōsī / Éluósī                        | Andrei Kirilenko                | Basket-ball              |
| 138   | République arabe syrienne                  | Syrian Arab Republic                  | 叙利亚                 | Xùlìyà                                 | Ahed Jughili                    | Haltérophilie            |
| 139   | États-Unis d'Amérique                      | United States of America              | 美国                   | Měiguó                                 | Lopez Lomong                    | Athlétisme               |
| 140   | Îles Vierges                               | Virgin Islands                        | 美属维尔京群岛         | Měishǔ Wéiěrjīng Qúndǎo                | Josh Laban                      | Natation                 |
| 141   | Samoa américaines                          | American Samoa                        | 美属萨摩亚             | Měishǔ Sàmóyà                          | Silulu Aetonu                   | Judo                     |
| 142   | Honduras                                   | Honduras                              | 洪都拉斯               | Hóngdūlāsī                             | Miguel Ferrera                  | Taekwondo                |
| 143   | Zimbabwe                                   | Zimbabwe                              | 津巴布韦               | Jīnbābùwéi                             | Brian Dzingai                   | Athlétisme               |
| 144   | Tunisie                                    | Tunisia                               | 突尼斯                 | Tūnísī                                 | Anis Chedly                     | Judo                     |
| 145   | Thaïlande                                  | Thailand                              | 泰国                   | Tàiguó                                 | Manus Boonjumnong               | Boxe                     |
| 146   | Égypte                                     | Egypt                                 | 埃及                   | Aījí                                   | Karam Gaber                     | Lutte                    |
| 147   | Éthiopie                                   | Ethiopia                              | 埃塞俄比亚             | Aīsāiébǐyà                             | Miruts Yifter                   | Entraîneur               |
| 148   | Lesotho                                    | Lesotho                               | 莱索托                 | Láisuǒtuō                              | Tsotang Maine                   | Athlétisme               |
| 149   | Mozambique                                 | Mozambique                            | 莫桑比克               | Mòsāngbǐkè                             | Kurt Leonel Da Rocha Couto      | Athlétisme               |
| 150   | Pays-Bas                                   | Netherlands                           | 荷兰                   | Hélán                                  | Jeroen Delmee                   | Hockey sur gazon         |
| 151   | Antilles néerlandaises                     | Netherlands Antilles                  | 荷属安的列斯           | Héshǔ Āndelièsī                        | Churandy Martina                | Athlétisme               |
| 152   | Grenade                                    | Grenada                               | 格林纳达               | Gélínnàdá                              | Alleyne Francique               | Athlétisme               |
| 153   | Géorgie                                    | Georgia                               | 格鲁吉亚               | Gélǔjíyà                               | Ramaz Nozadze                   | Lutte                    |
| 154   | Somalie                                    | Somalia                               | 索马里                 | Suǒmǎlǐ                                | Duran Farah                     | Aviron                   |
| 155   | Colombie                                   | Colombia                              | 哥伦比亚               | Gēlúnbǐyà                              | María Luisa Calle               | Cyclisme                 |
| 156   | Costa Rica                                 | Costa Rica                            | 哥斯达黎加             | Gēsīdá Líjiā                           | Allan Segura                    | Athlétisme               |
| 157   | Trinité-et-Tobago                          | Trinidad and Tobago                   | 特立尼达和多巴哥       | Tèlìnídá hé Duōbāgē                    | George Bovell III               | Natation                 |
| 158   | Pérou                                      | Peru                                  | 秘鲁                   | Bìlǔ                                   | Sixto Barrera                   | Lutte                    |
| 159   | Irlande                                    | Ireland                               | 爱尔兰                 | Aìěrlán                                | Ciara Peelo                     | Voile                    |
| 160   | Estonie                                    | Estonia                               | 爱沙尼亚               | Aìshāníyà                              | Martin Padar                    | Judo                     |
| 161   | Haïti                                      | Haiti                                 | 海地                   | Hǎidì                                  | Joel Brutus                     | Judo                     |
| 162   | République tchèque                         | Czech Republic                        | 捷克                   | Jiékè                                  | Stepanka Hilgertova             | Canoë-kayak              |
| 163   | Kiribati                                   | Kiribati                              | 基里巴斯               | Jīlǐbāsī                               | David Katoatau                  | Haltérophilie            |
| 164   | Philippines                                | Philippines                           | 菲律宾                 | Fēilǜbīn                               | Manny Pacquiao                  | Boxe                     |
| 165   | El Salvador                                | El Salvador                           | 萨尔瓦多               | Sàěrwǎduō                              | Eva Dimas                       | Haltérophilie            |
| 166   | Samoa                                      | Samoa                                 | 萨摩亚                 | Sàmóyà                                 | Ele Opeloge                     | Haltérophilie            |
| 167   | États fédérés de Micronésie                | Federated States of Micronesia        | 密克罗尼西亚           | Mìkèluóníxīyà                          | Manuel Minginfel                | Haltérophilie            |
| 168   | Tadjikistan                                | Tajikistan                            | 塔吉克斯坦             | Tǎjíkèsītǎn                            | Dilshod Nazarov                 | Athlétisme               |
| 169   | Vietnam                                    | Vietnam                               | 越南                   | Yuènán                                 | Nguyen Dinh Cuong               | Athlétisme               |
| 170   | Botswana                                   | Botswana                              | 博茨瓦纳               | Bócíwǎnà                               | Samantha Paxinos                | Natation                 |
| 171   | Sri Lanka                                  | Sri Lanka                             | 斯里兰卡               | Sīlǐ Lánkǎ                             | Susanthika Jayasinghe           | Athlétisme               |
| 172   | Swaziland                                  | Swaziland                             | 斯威士兰               | Sīwēishìlán                            | Temalangeni Dlamini             | Athlétisme               |
| 173   | Slovénie                                   | Slovenia                              | 斯洛文尼亚             | Sīluòwénníyà                           | Urška Žolnir                    | Judo                     |
| 174   | Slovaquie                                  | Slovakia                              | 斯洛伐克               | Sīluòfákè                              | Elena Kaliská                   | Canoë-kayak              |
| 175   | Portugal                                   | Portugal                              | 葡萄牙                 | Pútáoyá                                | Nelson Évora                    | Athlétisme               |
| 176   | Corée                                      | Korea                                 | 韩国                   | Hánguó                                 | Jang Sung-ho                    | Judo                     |
| 177   | Fidji                                      | Fiji                                  | 斐济                   | Fěijì                                  | Makelesi Bulikiobo              | Athlétisme               |
| 178   | Cameroun                                   | Cameroon                              | 喀麦隆                 | Kāmàilóng                              | Frank Moussima                  | Judo                     |
| 179   | République du Monténégro                   | Republic of Montenegro                | 黑山                   | Hēishān                                | Veljko Uskoković                | Water polo               |
| 180   | République populaire démocratique de Corée | Democratic People's Republic of Korea | 朝鲜民主主义人民共和国 | Cháoxiǎn Mínzhŭ Zhŭyì Rénmín Gònghéguó | Pang Mun-Il                     | Officiel                 |
| 181   | Chili                                      | Chile                                 | 智利                   | Zhìlì                                  | Fernando González               | Tennis                   |
| 182   | Autriche                                   | Austria                               | 奥地利                 | Aòdìlì                                 | Hans-Peter Steinacher           | Voile                    |
| 183   | Myanmar                                    | Myanmar                               | 缅甸                   | Miǎndiàn                               | Phone Myint Tayzar              | Canoë-kayak              |
| 184   | Suisse                                     | Switzerland                           | 瑞士                   | Ruìshì                                 | Roger Federer                   | Tennis                   |
| 185   | Suède                                      | Sweden                                | 瑞典                   | Ruìdiǎn                                | Christian Olsson                | Athlétisme               |
| 186   | Nauru                                      | Nauru                                 | 瑙鲁                   | Nǎolǔ                                  | Itte Detenamo                   | Haltérophilie            |
| 187   | Mongolie                                   | Mongolia                              | 蒙古                   | Mēnggǔ                                 | Mahgal Bayarjavhlan             | Judo                     |
| 188   | Singapour                                  | Singapore                             | 新加坡                 | Xīnjiāpō                               | Li Jiawei                       | Tennis de table          |
| 189   | Nouvelle-Zélande                           | New Zealand                           | 新西兰                 | Xīn Xīlán                              | Mahe Drysdale                   | Aviron                   |
| 190   | Italie                                     | Italy                                 | 意大利                 | Yìdàlì                                 | Antonio Rossi                   | Canoë-kayak              |
| 191   | Sénégal                                    | Senegal                               | 塞内加尔               | Sāinèijiāěr                            | Bineta Diedhiou                 | Taekwondo                |
| 192   | République de Serbie                       | Republic of Serbia                    | 塞尔维亚               | Sāiěrwéiyà                             | Jasna Šekarić                   | Tir                      |
| 193   | Seychelles                                 | Seychelles                            | 塞舌尔                 | Sàishéěr                               | Georgie Cupidon                 | Badminton                |
| 194   | Sierra Leone                               | Sierra Leone                          | 塞拉利昂               | Sàilā Lìáng                            | Solomon Bayoh                   | Athlétisme               |
| 195   | Chypre                                     | Cyprus                                | 塞浦路斯               | Sāipǔlùsī                              | George Achilleos                | Tir                      |
| 196   | Mexique                                    | Mexico                                | 墨西哥                 | Mòxīgē                                 | Paola Espinosa                  | Plongeon                 |
| 197   | Liban                                      | Lebanon                               | 黎巴嫩                 | Líbānèn                                | Ziad Richa                      | Tir                      |
| 198   | Allemagne                                  | Germany                               | 德国                   | Déguó                                  | Dirk Nowitzki                   | Basket-ball              |
| 199   | République de Moldova                      | Republic of Moldova                   | 摩尔多瓦               | Móěrduōwǎ                              | Nicolai Ceban                   | Lutte                    |
| 200   | Monaco                                     | Monaco                                | 摩纳哥                 | Mónàgē                                 | Mathias Raymond                 | Aviron                   |
| 201   | Maroc                                      | Morocco                               | 摩洛哥                 | Móluògē                                | Abdelkader Kada                 | Entraîneur (Athlétisme)  |
| 202   | Australie                                  | Australia                             | 澳大利亚               | Aòdàlìyà                               | James Tomkins                   | Aviron                   |
| 203   | Zambie                                     | Zambia                                | 赞比亚                 | Zànbǐyà                                | Hastings Bwalya                 | Boxe                     |
| 204   | République populaire de Chine              | People's Republic of China            | 中国                   | Zhōngguó                               | Yao Ming                        | Basket-ball              |

## Source
- [PDF] Liste des porte-drapeaux participant à la Cérémonie d'ouverture des Jeux olympiques